# Batuana exspectata
Batuana exspectata là một loài bướm đêm trong họ Noctuidae.